# Francisco Javier Toledo
Francisco Javier Toledo Rivera (né le 30 septembre 1959 au Honduras et mort le 3 août 2006 à San Pedro Sula) est un joueur de football international hondurien qui évoluait au poste de milieu de terrain.

## Biographie

### Carrière en club
Francisco Javier Toledo joue principalement en faveur du Club Deportivo Marathón. Il remporte avec cette équipe un titre de champion du Honduras.

### Carrière en sélection
Francisco Javier Toledo joue en équipe du Honduras entre 1979 et 1987.
Il dispute dix matchs rentrant dans le cadre des éliminatoires du mondial 1982, et neuf matchs comptant pour les éliminatoires du mondial 1986.
Il figure dans le groupe des sélectionnés lors de la Coupe du monde de 1982. Lors du mondial organisé en Espagne, il ne joue aucun match.

## Palmarès
| Marathón - Championnat du Honduras (1) : - Champion : 1979. - Vice-champion : 1980. |